# Керолайн О'Доног'ю
Керолайн О'Доног'ю — письменниця з міста Корк, Ірландія. Окрім того, що вона є авторкою бестселерів New York Times у жанрі підліткової літератури, вона також працювала колумністкою (зокрема для Irish Examiner і Harper's Bazaar) і веде подкаст «Сентиментальне сміття».

## Творчість
Дебютний роман О’Доног’ю «Молоді жінки, що подають надії» вийшов 2018 року у видавництві Little, Brown і отримав схвальні відгуки. The Irish Times порівняла її із Саллі Руні та Розітою Світман, а The London Magazine сказав, що її стиль написання був «оригінальним і привабливим». Її текст з'явився в The Observer.
Її наступний роман для дорослих «Інцидент з Рейчел» вийшов 2023 року. Роман отримав схвальні відгуки критиків. The Washington Post описали його як «і серце розбиває, і кумедний», а Рон Чарльз зазначив, що «вона, можливо, не має такої люб'язності, як Бінчі, але освітлює ці ірландські життя своїм власним світлом». The Irish Times назвала його «романом про дружбу та кохання, що викликає глибоке задоволення».
Вона написала серію підліткових романів «Наші приховані дари», у якій на сьогодні опубліковано три книги: «Наші приховані дари» (2021), «Дари, що зв'язують нас» (2022) і «Кожен дар — це прокляття» (2023). Перший із серії, «Наші приховані дари», був бестселером для підлітків за версією New York Times.
2024 року «Інцидент з Рейчел» увійшов до короткого списку премії Bollinger Everyman Wodehouse Prize за гумористичну художню літературу.

## Подкасти
2018 року О’Доног’ю запустила подкаст «Сентиментальне сміття», який розповідає про популярну культуру, особливо жіночу художню літературу. Це призвело до появи додаткового подкасту про Секс у великому місті під назвою Sentimental In The City, який вона веде спільно з Доллі Олдертон.

### Переклади українською
2024 року видавництво «Віват» видало український переклад роману «Інцидент з Рейчел». Перекладачка — Ілона Середенко.
«Видавництво Старого Лева» видало серію «Дари, що зв’язують нас»:
- «Наші приховані дари». Книга 1 (2022)
- «Дари, що зв’язують нас». Книга 2 (2023)
- «Кожен дар — це прокляття». Книга 3 (2025)

## Зовнішні посилання
- Офіційний сайт